# Palazzo San Gervasio
Palazzo San Gervasio ist eine Kleinstadt und Gemeinde mit 4360 Einwohnern (Stand am 31. Dezember 2023) in der süditalienischen Provinz Potenza in der Basilikata. Die Nachbargemeinden sind Acerenza, Banzi, Forenza, Genzano di Lucania, Maschito, Venosa und Spinazzola (BA). In Palazzo San Gervasio werden Reben für den Rotwein Aglianico del Vulture angebaut.

## Geschichte
Zu Beginn des 11. Jahrhunderts wurde am Ostrand der heutigen Gemeinde ein normannisch-staufisches Kastell errichtet, das Palatium Regium, von dem der Ort auch seinen Namen erhielt. Für die Angehörigen der Burgbesatzung wurden die ersten Behausungen rund um den Wehrbau errichtet. Innerhalb dieser ersten Häuser wurde eine kleine Kirche errichtet, die den Heiligen San Gervasio e Protasio geweiht war (daher der Name Palazzo San Gervasio). Vom Sohn des Normannenkönig Robert Guiskard, Herzog Roger, wurde der Ort dem Kloster der Hlg. Trinität in Venosa geschenkt.
Der französische Söldnerführer Karl I. von Anjou, der im Auftrag des Papstes die letzten Reste der Stauferherrschaft in Süditalien beseitigte, und dafür mit dem Königreich Sizilien belehnt wurde, nutzte kurz nach seinem Herrschaftsantritt im Jahre 1267 Palazzo San Gervasio als Hauptverteidigungsposten für die gesamte Basilicata, sein örtlicher Kustode war Nicola Frezzano da Venosa. Hier wurde wenig später auch eine in der Folge berühmte Pferdezucht eingerichtet.
Im 16. Jahrhundert trat König Ferdinand der Katholische den Besitz Palazzo San Gervasio an Nicola Maria Caracciolo, Herzog von Castellaneta ab. Bei einer Invenatisierung im Jahre 1531 wurde das Kastell als in gutem Zustand beschrieben, die angrenzende Ortschaft zählte damals 90 Herdfeuer (Familien).
Die Einwohnerschaft setzt sich (Stand Mai 2007) aus 2530 Männern und 2549 Frauen zusammen. Insgesamt wohnen dort 1856 Familien.

## Kastell
Das Kastell ist von regelmäßigem rechteckigen Grundriss und gilt als eines der Jagdkastelle des Stauferkaisers Friedrichs II. Auffallend ist die Verwendung regelmäßiger Quader im Außenbau sowie die Fensterformen, die auch einen runden Okulus einschließen, und die offenbar aus der staufischen Bauperiode stammen.

## Bibliothek
Giuseppe Mucciante, einer der Vielen, die aus Palazzo San Gervasio nach Amerika ausgewandert waren, hinterließ nach seinem Tod 1978 eine Summe von einer Million Dollar, um im Ort eine neue Bibliothek und eine Pinakothek aufzubauen (die jahrhundertealten Bibliotheksbestände des Ortes waren 1939 nach Matera verlagert worden). Die heutige Joseph and Mary Agostine Memorial Library wurde mittlerweile in der Straße Vico Veglia Nr. 1 in restaurierten Räumlichkeiten eingerichtet.